# Trani

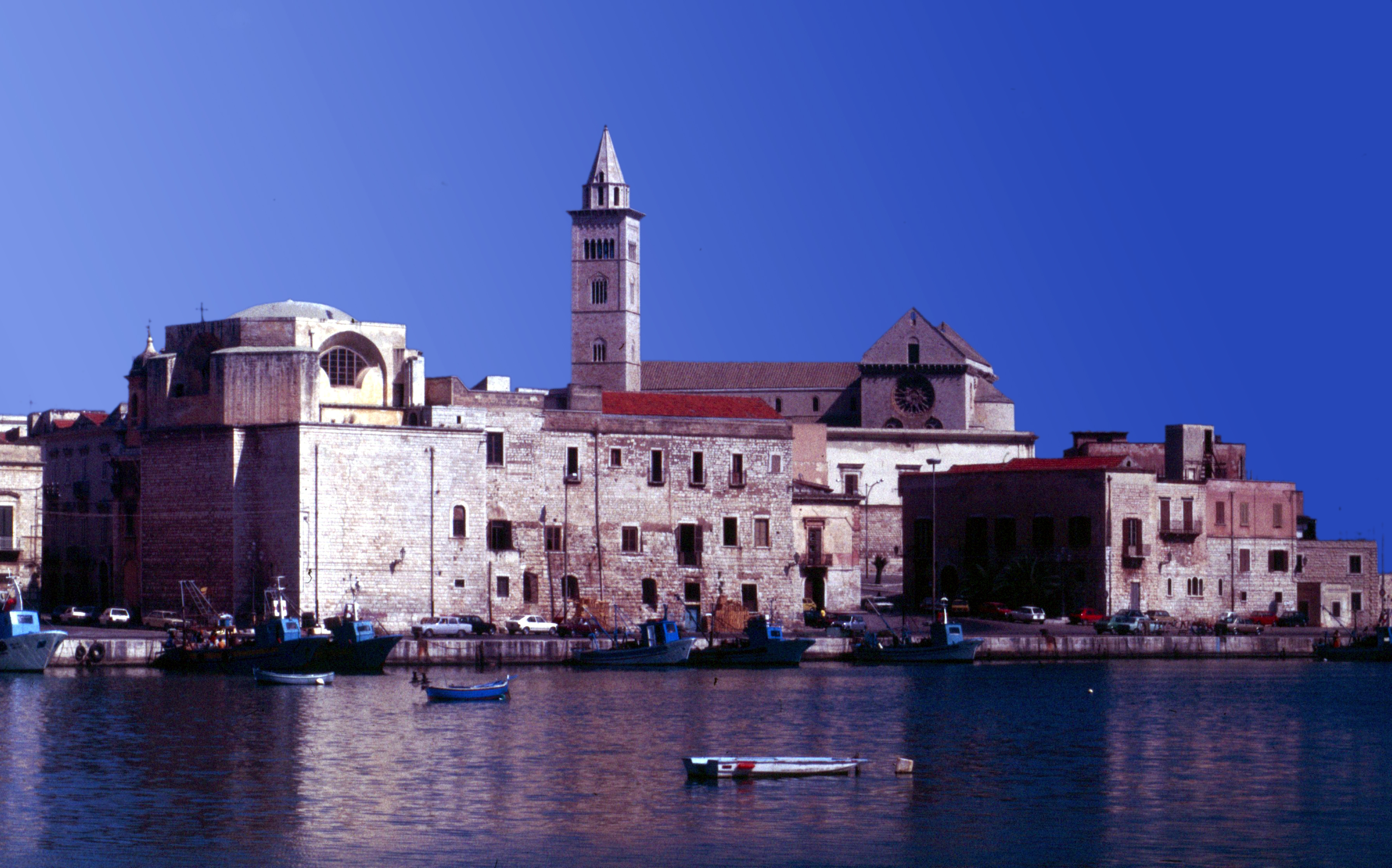
Trani cathedral

Trani là một đô thị và cộng đồng (comune) ở tỉnh Barletta-Andria-Trani trong vùng Puglia miền nam nước Ý.
Đô thị Trani có diện tích ki lô mét vuông, dân số thời điểm năm 2001 là 53.139 người.
Đô thị này có các đơn vị dân cư (frazioni) sau:
Các đô thị giáp ranh: